# Simon Tischer
Simon Tischer (ur. 24 kwietnia 1982 w Schwäbisch Gmünd) – niemiecki siatkarz, reprezentant kraju. Występuje na pozycji rozgrywającego. Uczestnik Mistrzostw Świata w 2006 roku, rozgrywanych w Japonii. 

## Sukcesy klubowe
Puchar Niemiec:
- 2005, 2006, 2007, 2015, 2017, 2018

Liga niemiecka:
- 2005, 2006, 2007, 2015
- 2016, 2017, 2018

Liga Mistrzów:
- 2007
- 2009

Superpuchar Grecji:
- 2007, 2008

Liga grecka:
- 2008, 2010

Superpuchar Turcji:
- 2010

Liga turecka:
- 2011

Liga polska:
- 2013

Superpuchar Niemiec:
- 2016, 2017